# Kommunale Straßenbahn-Gesellschaft Landkreis Gelsenkirchen
Die Kommunale Straßenbahn-Gesellschaft Landkreis Gelsenkirchen wurde am 12. April bzw. am 12. Juli 1906 gegründet. Von den an der Gründung beteiligten Gemeinden wurden allerdings schon seit 1888 Planungen für eine Strecke von Castrop über Herne, Wattenscheid und Höntrop nach Königsteele, von Castrop über Horsthausen, Baukau und Crange nach Wanne und von Herne über die Zeche Von der Heydt nach Baukau durchgeführt. Es lagen sogar schon Vertragsentwürfe vor, als es zur Gründung der Gesellschaft kam. Beteiligt an der Gesellschaft waren der Landkreis Gelsenkirchen, die Stadt Wattenscheid und die Gemeinden Baukau, Eickel, Günnigfeld, Holsterhausen, Hordel und Westenfeld. Als Sitz wurde die Gemeinde Eickel gewählt. Der Bau der Strecke zwischen Höntrop und Baukau erfolgte dann durch die Siemens-Schuckertwerke GmbH. Am 24. Oktober 1907 wurde die Konzession für die Strecke erteilt. In der Stadt Wattenscheid lag die Strecke parallel zu einer Strecke der Bochum-Gelsenkirchener Straßenbahnen AG (BOGESTRA), so dass die beiden Gesellschaften auf diesem Abschnitt in direkter Konkurrenz lagen.
Da der Betrieb nicht kostendeckend war, ersann man als Lösung den Bau neuer Strecken. Geplant waren Strecken von Wanne nach Höntrop, von Wanne nach Gelsenkirchen, von Wanne nach Röhlinghausen und von Herne nach Wanne. Da man die Strecken zunächst nicht baute, wuchsen die finanziellen Schwierigkeiten weiter. So entschied man, den Anschluss an andere Unternehmen zu suchen. Die BOGESTRA bot an, die Strecke zu erwerben. Man entschloss sich aber, die Strecke am 1. August 1913 rückwirkend zum 1. April, nach anderen Angaben erst am 12. November, an die Westfälische Straßenbahn zu verpachten, nachdem diese sich verpflichtet hatte, Anschlusslinien zu bauen. Am 8. Juli 1914 ging die Verlängerung der Linie von Herne nach Recklinghausen auf den Gleisen der Straßenbahn Herne–Baukau–Recklinghausen (HBR), sowie eine Verlängerung in Herne in Betrieb.
In den 1920er Jahren wurde aufgrund finanzieller Schwierigkeiten der Westfälischen Straßenbahn die Strecke von Herne nach Höntrop stillgelegt. Am 14. Oktober 1922 nahm die BOGESTRA auf dem stillgelegten Abschnitt zwischen Herne und Eickel den Betrieb wieder auf. Der restliche Abschnitt wurde erst am 16. September 1924 wieder reaktiviert.
Im Zuge der Gebietsreform am 1. April 1926 gingen viele der Miteigentümer in den Städten Bochum, Wanne-Eickel und Wattenscheid auf. Am 21. Juli ging der Rest des Landkreises Gelsenkirchen in der Stadt Gelsenkirchen auf. Die Straßenbahngesellschaft wurde dadurch Eigentum der Westfälischen Straßenbahn.
 Streckenführung Baukau – Eickel Markt – Günnigfeld – Wattenscheid – Höntrop im Einzelnen 
Herne-Baukau, Abzweig Strünkeder Str., heute Bahnhofstr. / Bismarckstr., Anschluss an die Strecke der Straßenbahn Herne – Baukau – Recklinghausen – (Bismarckstr.) – (La-Roche-Str.) – (Verlängerung La-Roche-Str. quer übers heutige Autobahnkreuz Herne) – Bahnübergang – (Cranger Str.) – (Juliastr.) – (Bielefelder Str., früher Friedrichstr.) – Eickel II, Kreuzung alte Dorstener Str. / Aschebrock / Bielefelder Str., Vorleistung Gleisdreieck für die spätere Strecke Wanne-Eickel-Hbf – Eickel II (siehe Messtischblatt 1927), bei der Verwirklichung 1944 war die Strecke Baukau – Eickel – Höntrop aber bereits stillgelegt. – (Bielefelder Str.) – Dorneburg, Kreuzung Bielefelder Str. / Dorneburger Str. / Königstr. – (Königstr.) – Eickel Markt, Anschluss an BOGESTRA-Strecke Bochum – Wanne-Eickel Hbf  – (Auf der Wenge) – heutiger St.-Jörgen-Platz – (Rainerstr.) – (Richard-Wagner-Str.) – (Hordeler Str.) – Betriebshof Eickel – (Hordeler Str.) – Kreuzung Bahntrasse, Grenze Eickel / Günnigfeld – (Günnigfelder Str.) – Kreuzung Erzbahntrasse – Einmündung Günnigfelder Str. / Ulrichstr., späterer Abzweig der BOGESTRA-Strecke nach Ückendorf und Gemeinschaftsverkehr BOGESTRA / Westfälische Straßenbahn, Eickel II – Günnigfeld – Gelsenkirchen – Horst Süd, 16. September 1924 bis 30. Oktober 1928 –  (Günnigfelder Str.) – (S-förmiger Straßenverlauf mit Unterführung des Sammelbahnhofs der Zeche Holland I und II) – (Hüller Str.) – (Hagenstr.) – Wattenscheid Alter Markt, Anschluss an BOGESTRA-Strecke Bochum – Wattenscheid – Ückendorf – Gelsenkirchen und an die Strecke nach Leithe der Westfälischen Straßenbahn – (Oststr.) – (Westenfelder Str.) – Kreuzung der Bahnstrecke Bochum – Essen unweit des Bhf Wattenscheid – (Westenfelder Str.) – Höntrop Kirche, Kreuzung Wattenscheider Hellweg / Höntroper Str. / Westenfelder Str. – (Höntroper Str.) – Bhf Wattenscheid-Höntrop.
Inbetriebnahme Baukau – Höntrop Kirche durch die Kommunale Straßenbahn Landkreis Gelsenkirchen mit Betriebsführung durch die Westfälische Straßenbahn: 16. Januar 1908. Verpachtet an die Westfälische Straßenbahn: 12. November 1913. Verkauf an die Westfälische Straßenbahn: 21. November 1926. Inbetriebnahme Höntrop Kirche – Bhf Wattenscheid-Höntrop: 17. Dezember 1929.
Stilllegung der Gesamtstrecke 31. Dezember 1937